# Aursmoen
Aurskog este o localitate din comuna Aurskog-Høland, provincia Akershus, Norvegia, cu o suprafață de 2,46 km² și o populație de 2.998 locuitori (2013).